# Петров, Николай Иванович (учёный)
Никола́й Ива́нович Петро́в (1840, Костромская губерния — 1921, Киев) — русский учёный, церковный историк, литературовед, этнограф, искусствовед, блюститель Музея Киевской духовной академии. Действительный член-корреспондент Санкт-Петербургской академии наук, член-корреспондент Русского археологического общества, c 1914 года — почетный член Казанской духовной академии, c 1916 года — почётный член Московской духовной академии. Академик историко-филологического отделения Украинской академии наук (1918).
Близкий друг А. И. Булгакова, крёстный отец писателя М. А. Булгакова и его сестры Варвары.

## Биография
Родился 12 апреля 1840 года[по какому календарю?] в селе Вознесенское Унженской волости Макарьевского уезда Костромской губернии в семье церковнослужителя. В 1850—1856 годах учился в Макарьевском духовном училище, в 1856—1861 — в Костромской духовной семинарии, в 1861—1865 — в Киевской духовной академии. В 1865 году в «Трудах КДА» были опубликованы его исследования литературного наследия Феофана Прокоповича и преподавателя Киевской академии Митрофана Довгалевского. После окончании академии он был назначен преподавателем словесности и латинского языка Волынской духовной семинарии.
13 января 1867 года он был утверждён в звании кандидата богословия, а в сентябре назначен преподавателем логики Волынской семинарии. 11 апреля 1868 года получил Евгениево-Румянцевскую премию за исследование, начатое в 1866 году: «О словесных науках и литературных занятиях в Киевской академии от начала её до преобразования в 1819 году». С 12 августа 1868 года — секретарь правления Волынской семинарии, а вскоре, 7 ноября 1868 года, утверждён в звании магистра богословия.
С 1870 года начал преподавать в Киевской духовной академии (КДА): с 24 апреля 1870 года — доцент, с 17 сентября 1871 года — экстраординарный профессор кафедры теории словесности и истории российской литературы. С 1872 года — секретарь Церковно-исторического и археологического общества при академии. В 1870—1873 годы преподавал также русский язык и словесность в Киевском пехотном юнкерском училище.
В 1873 году был избран членом Совета КДА; в том же году по его инициативе было открыто общество Нестора Летописца.
После защиты диссертации «О происхождении славяно-русского „Пролога“» 18 ноября 1875 года, получил учёную степень доктора богословия и, спустя год, 24 сентября 1876 года, избран на должность ординарного профессора.
В период 1884—1887 годов Н. И. Петров редактировал «Киевские епархиальные ведомости».
В 1890—1911 годах Н. И. Петров — член правления КДА.
В 1891 году стал крестным отцом М. А. Булгакова.
С 4 августа 1895 года — заслуженный ординарный профессор; с 1912 — почетный профессор КДА.
10 мая 1907 года Учёный совет Харьковского университета присвоил ему степень доктора русского языка и словесности.
С 1914 года — почетный член Казанской духовной академии.
29 декабря 1916 года Н. И. Петров был избран членом-корреспондентом Петроградской Академии наук; 23 декабря 1916 года утверждён в звании почётного члена Московской Духовной Академии; 14 сентября 1918 года избран академиком Украинской академии наук по историко-филологическому отделению.
Скончался 20 (или 21) июня 1921 года в Киеве, где и был похоронен.
В 1866 году женился на Елизавете Ивановне Массальской. У них родилось три дочери: Вера, Мария и Александра.

## Награды
- 1873 — орден Св. Анны 3-й степени
- 1877 — орден Св. Станислава 2-й степени
- 1881 — орден Св. Анны 2-й степени
- 1886 — орден Св. Владимира 4-й степени
- 1886 — полная Макарьевская премия — за научные труды, опубликованные в академических изданиях в 1884—1885 годах
- 1886 — малая Уваровская премия — за «Очерки истории украинской литературы XIX века».
- 1892 — орден Св. Владимира 3-й степени
- 1895 — орден Св. Станислава 1-й степени
- 1895 — Макарьевская премия — за исследование «Киевская академия во второй половине XVII века».
- 1898 — большая золотая медаль Российского археологического общества — за сочинения: «Указатель Церковно-археологического музея при Киевской духовной академии», «Историко-топографические очерки древнего Киева» и «Описание рукописных собраний, находящихся в г. Киеве».
- 1906 — орден Св. Анны 1-й степени
- 1908 (?) — Макарьевская премия — за подготовку пяти томов «Актов и документов, относящихся к истории Киевской академии»
- 1913 — неполная Макарьевская премия — за «Очерки истории украинской литературы XVII и XVIII вв.»
- 1914 — большая золотая медаль Российского археологического общества — за «Альбом достопримечательностей Церковно-археологического общества при Киевской духовной академии»

## Комментарии
1. ↑  Граф Н. П. Румянцев в своём завещании учредил для студентов Киевской духовной академии премию за лучшее историческое исследовани. После того, как в 1833 и 1836 гг. её увеличил из личных средств митрополит Евгений (Болховитинов), премия стала называться Евгениево-Румянцевской. — см. Книга в России XVIII — середины XIX века Архивная копия от 27 февраля 2014 на Wayback Machine — Л., 1989.